# یاروشوو دروگیه
یاروشوو دروگیه (به لاتین: Jaroszewo Drugie) یک روستا در لهستان است که در گمینا میشچیسکو واقع شده‌است.